# HR 8799

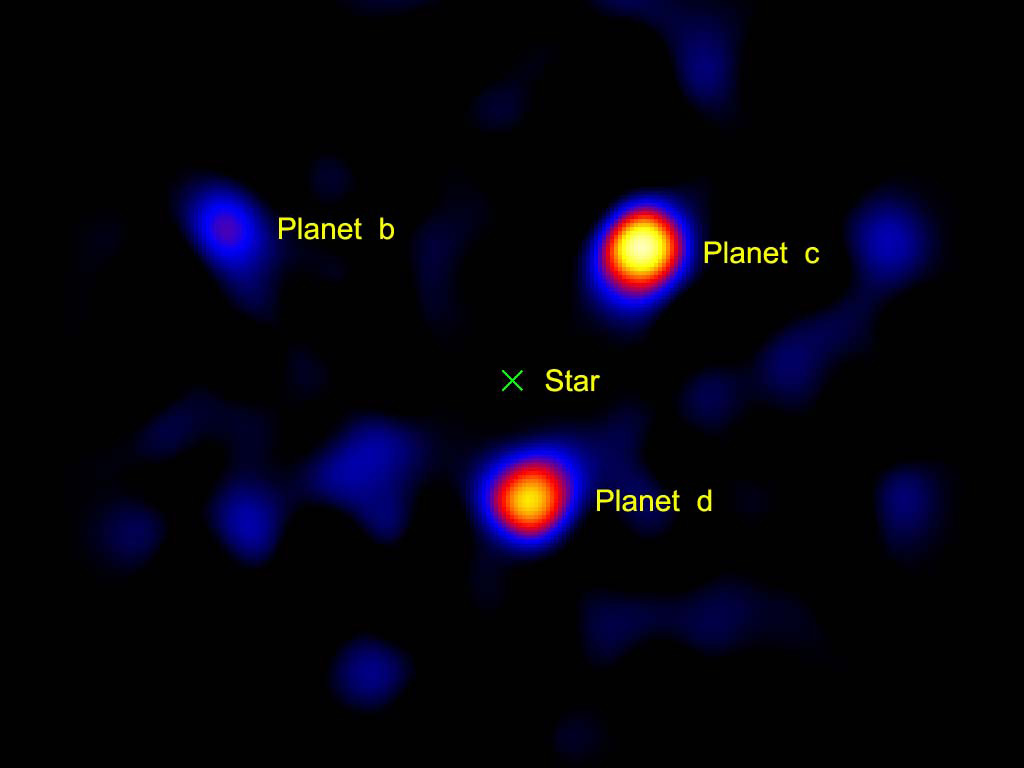
HR 8799 (en el centro, oscurecida por el coronógrafo) y sus tres planetas (b, c y d).

HR 8799 (HD 218396 / HIP 114189 / GC 32209) es una estrella en la constelación de Pegaso. De magnitud aparente media +5,96, se encuentra a 129 años luz de distancia del sistema solar.
En 2008 se anunció el descubrimiento de tres planetas extrasolares en órbita alrededor de esta estrella, siendo primer sistema planetario múltiple del que se obtuvo una imagen directa.
Un cuarto planeta fue descubierto en 2010.

## Características físicas
HR 8799 es una estrella blanca de la secuencia principal de tipo espectral A5V con una temperatura efectiva entre 7170 y 7347 K.
Su radio es un 60 % más grande que el del Sol y tiene una luminosidad 4,9 veces mayor que la luminosidad solar.
Gira sobre sí misma a una velocidad de rotación de 49 km/s, siendo este un límite inferior, ya que el valor real depende de la inclinación de su eje respecto al observador terrestre.
Con una masa un 50 % mayor que la masa solar, su edad está en el rango comprendido entre 30 y 160 millones de años, siendo la mejor estimación de la misma 60 millones de años.

## Peculiaridad y composición química
HR 8799 es una estrella variable que recibe la denominación V342 Pegasi.
Está catalogada como variable Gamma Doradus —variables cuyas fluctuaciones de luminosidad son debidas a pulsaciones no radiales de su superficie— y como estrella Lambda Bootis —estrellas de Población I de baja metalicidad—.
Es la única estrella clasificada simultáneamente como variable Gamma Doradus y estrella Lambda Bootis que además presenta un exceso en el infrarrojo procedente de un disco circunestelar.
HR 8799 presenta una abundancia relativa de hierro notablemente inferior a la del Sol ([Fe/H] = -0,55).
El análisis espectroscópico revela que los contenidos de carbono y oxígeno son comparables a los solares pero muestra un empobrecimiento relativo de sodio y azufre.
Esta pauta es característica de las estrellas Lambda Bootis, que muestran una abundancia relativamente alta de elementos ligeros —carbono, nitrógeno, oxígeno y azufre— en comparación a elementos más pesados, aunque el contenido de azufre en estas estrellas es a veces inferior al solar.

## Sistema planetario
En 2008, un equipo del Instituto Herzberg de Astrofísica de Canadá anunció la observación directa de tres planetas alrededor de HR 8799 utilizando los telescopios Keck y Gemini situados en Hawái.
La baja luminosidad de los objetos, junto a la edad estimada del sistema, implica que la masa de los planetas está comprendida entre 5 y 13 veces la masa de Júpiter.
Los planetas orbitan la estrella en la misma dirección y probablemente en el mismo plano, lo que es consistente con su formación dentro de un disco circunestelar.
Un cuarto planeta más interno, descubierto en 2010, completa el sistema de HR 8799. Este sistema planetario representa un desafío para los actuales modelos de formación planetaria, ya que ninguno de ellos puede explicar la formación in situ de los cuatro planetas.
| Nombre    | Masa         | Separación proyectada | Periodo orbital | Radio        |
| --------- | ------------ | --------------------- | --------------- | ------------ |
| HR 8799 e | 9 ± 4 MJ     | 14,5 ± 0,5 UA         | ~ 18.000 días   |              |
| HR 8799 d | 10 ± 3 MJ    | 24 UA                 | 36.500 días     | 1,2 ± 0,1 RJ |
| HR 8799 c | 10 ± 3 MJ    | 38 UA                 | 69.000 días     | 1,2 ± 0,1 RJ |
| HR 8799 b | 7 (-2/+4) MJ | 68 UA                 | 170.000 días    | 1,1 ± 0,1 RJ |

El planeta exterior se mueve en el borde interno de un disco circunestelar de polvo semejante al cinturón de Kuiper del sistema solar. El disco de polvo, uno de los más masivos entre las estrellas situadas a menos de 300 años luz del Sol, tiene una masa equivalente al 10 % de la masa terrestre y una temperatura aproximada de 50 K.